# Arnulf Merker
Arnulf Hans Merker, född 3 januari 1945 i Tjeckoslovakien, död 12 augusti 2010 i Malmö, var en svensk genetiker. Han var son till Helmutt Merker och från 1992 gift med Ann-Charlotte Alverfors.
Merker disputerade 1973 vid Lunds universitet med en avhandling inriktad mot kromosomstudier i rågvete, var därefter verksam vid det internationella veteforskningsinstitutet CIMMYT i Mexiko och blev docent i genetik vid Lunds universitet 1982. Han anställdes 1974 vid Sveriges utsädesförening i Svalöv, sedermera Svalöf AB, blev adjungerad professor vid institutionen för växtförädling vid Sveriges lantbruksuniversitet (SLU) 1986 och professor i växtförädling vid SLU i Ultuna 1990, med placering i Svalöv och Alnarp 1997. Han tilldelades Skånska Lantmännens utmärkelse 1990 för att ha etablerat rågvete som ny gröda i Sverige. Han var under senare år starkt engagerad i internationellt utbyte och hade flera stora projekt med doktorander från Afrika, Centralamerika och Asien. Under sina sista år var han ledare för ett Sida-projekt i Centralasien i syfte att där bygga upp en modern växtförädling och utsädesverksamhet. Han var ledamot av Kungliga Fysiografiska Sällskapet i Lund och tilldelades Kungliga Skogs- och Lantbruksakademiens pris 2002 för föredömliga insatser inom forskningsinformation. Han var under flera år ledamot av Gentekniknämnden.